# Elliott Management Corporation
Elliott Management Corporation är ett amerikanskt förvaltningsbolag. Det är också en av de största aktivistfonderna i världen. 
Företaget fungerar som moderbolag för flaggskeppen Elliott Associates LP och Elliott International Limited. Elliott Corporation grundades av Paul Singer, som också fungerar som VD för förvaltningsbolaget med säte i New York City. Från första kvartalet 2015 är Elliotts portfölj värd över 8 miljarder dollar. År 2009 var "mer än en tredjedel av Elliotts portfölj koncentrerad till nödlidande värdepapper, vanligtvis i skulder hos konkursföretag eller nära konkursföretag". Elliott har ofta beskrivits som en gamfond.
I Sverige är fonden mest kända för deras delaktighet i uppköpet av lundakamerabolaget Axis Communications.

## Tidigare svenska innehav
- Axis Communcations[13]